# Magic Great Danes
Magic Great Danes (oprindeligt Great Danes) var et basketballhold, som blev etableret af Danmarks Basketball-Forbund(DBBF) og som repræsenterede Danmark i den internationale klubturnering NEBL fra 1999 til 2002. DBBF indgik i sommeren 2000 et samarbejde med NBA-superstjernen Magic Johnson, hvorefter klubben skiftede navn til Magic Great Danes. Engagementet med Magic Johnson sluttede i december 2001, efter han havde meddelt, at han ikke turde flyve til Europa oven på Terrorangrebet den 11. september 2001. På det tidspunkt havde han blot nået at spille to kampe for holdet, begge i den første sæson. Hele projektet sluttede i 2002.

## Første sæson 1999-2000
Great Danes blev stiftet for at give danske ligaspillere mulighed for at prøve kræfter i en international turnering og dermed på sigt styrke dansk basketball. I den første sæson (1999-2000) blev holdet drevet af de tre klubber, der placerede sig øverst i ligaen i 1998-99 sæsonen og DBBF i fællesskab. De tre klubber var Bakken Bears, SISU og Horsens IC.
Great Danes' første sæson i NEBL var langt fra en sportslig succes med kun en enkelt sejr i 14 kampe. Resultatet var bl.a. præget af, at man havde skiftende trænere fra kamp til kamp. Heller ikke økonomisk gik det som håbet, da der var mange dårligt besøgte kampe og ingen tv-transmission.

## Anden sæson 2000-2001
Op til sæsonen 2000-2001 ændrede man konceptet, så DBBF stod for alt det administrative med videre, og spillerne blev hentet fra alle klubber i ligaen. Derudover indgik DBBF en aftale med den tidligere NBA-stjerne Magic Johnson om at han skulle spille mindst tre kampe for holdet. Desuden hentede man bl.a. den tidligere NBA-spiller Mark Sanford til holdet. Af danske profiler havde man bl.a. den talentfulde Christian Drejer, som senere blev den første dansker, der blev draftet til NBA. 
Håbet var, at Magic Johnson kunne løfte holdet sportsligt og samtidigt øge interessen fra både sponsorer, tilskuere og tv-stationer. Man trak på erfaringer fra den svenske basketballklub M7 fra Borås, som Magic Johnson havde investeret i med det formål at føre klubben til den europæiske elite. Her var det kommet til et brud, da klubben fyrede den amerikanske træner Charles Barton. Men inden da havde klubben oplevet en stærkt øget medieinteresse med bl.a. tv-transmission af klubbens kampe. M7 endte dog med et underskud på 3 mio. kr. og gik senere konkurs. Charles Barton fulgte med Magic Johnson og blev træner for Magic Great Danes og det danske herrelandshold.
Målsætningerne i Magic Great Danes blev kun indfriet i begrænset omfang. Tilskuerinteressen var fortsat begrænset, og tv-stationerne bed stadig ikke på. Desuden nåede Magic Johnson kun at spille to kampe for holdet, mens Mark Sanford tog til USA midtvejs i sæsonen. Det blev dog til fire sejre i 15 kampe og en 12. plads efter kampe imod bl.a. et par af Europas topklubber, Zalgiris Kaunas og CSKA Moskva. Dermed slap man for at spille kvalifikation i den efterfølgende sæson.

## Tredje sæson 2001-2002
Op til sæsonen 2001-2002 lovede Magic Johnson, at han ville spille så mange kampe for holdet, som det kunne lade sig gøre. Men pga. Terrorangrebet den 11. september 2001 og de efterfølgende trusler om angreb med miltbrand turde han ikke rejse til Europa. Derefter valgte DBBF at afbryde samarbejdet.
Sæsonen blev den sidste med Magic Great Danes, da forbundet valgte at sælge rettigheden til at deltage i NEBL til den nydannede overbygningsklub BF Copenhagen. Dermed blev en del af DBBF's udgifter til Magic Great Danes dækket. DBBF havde på det tidspunkt en gæld til Danmarks Idræts-Forbund på 2,5 mio. kr. Det førte til nedsat aktivitet på bl.a. landsholdene.